# Rein

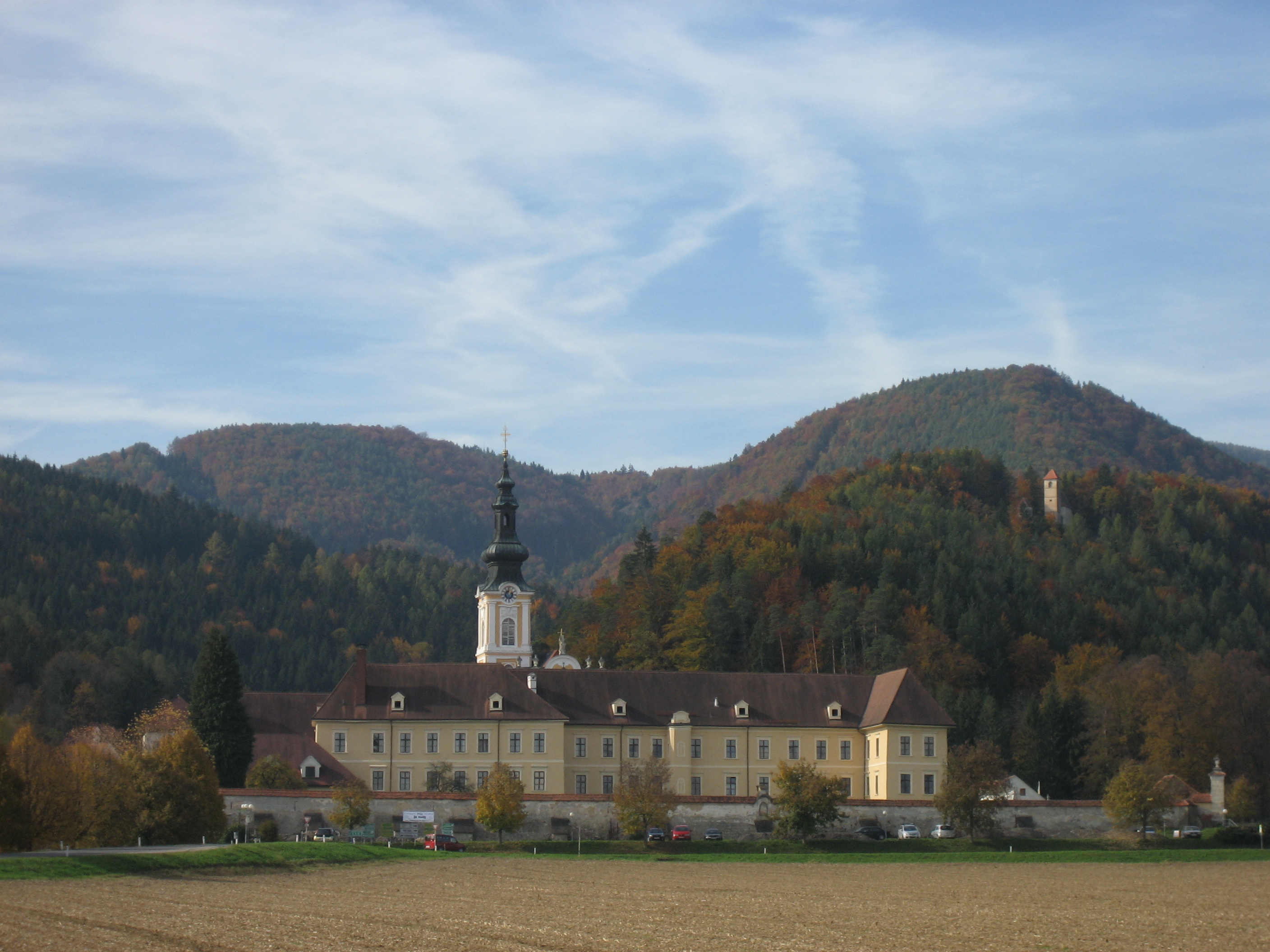
Stift Rein

Rein är en ort i kommunen Gratwein-Straßengel i det österrikiska förbundslandet Steiermark. Rein ligger ca 16 km norr om staden Graz. Orten har 824 invånare (1 januari 2024).
Rein uppstod i samband med grundandet av klostret Rein, som dominerade ortens utveckling. Cisterciensklostret är fortfarande ortens kärna och inhyser vid sidan av konventet ett gymnasium och institutionen för konstnärlig gestaltning vid tekniska universitetet Graz.